# Измайловское (муниципальный округ)

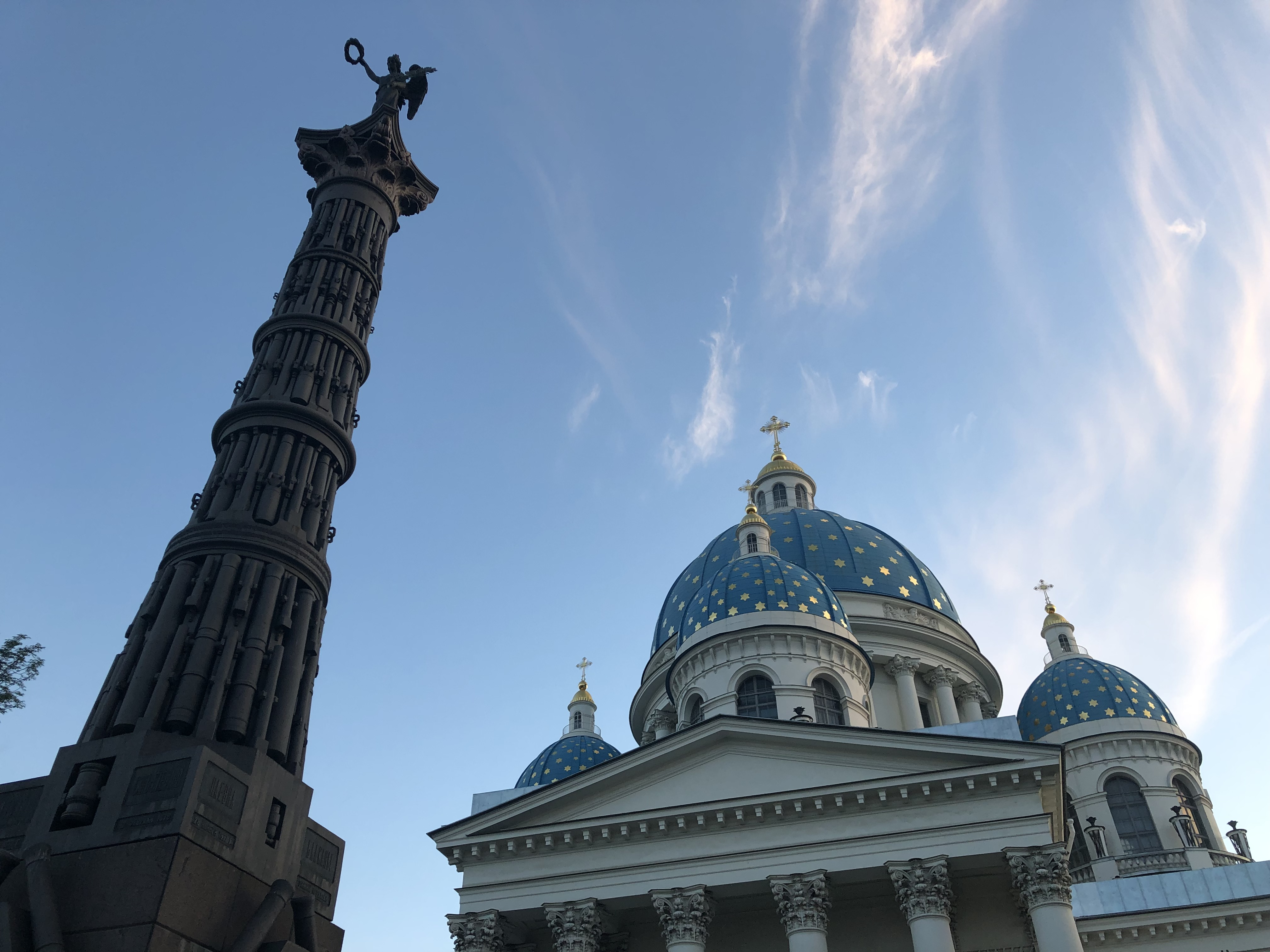
Троице-Измайловский собор

Изма́йловское — муниципальный округ № 5 в составе Адмиралтейского района Санкт-Петербурга. Округ назван в честь Измайловского полка, который, в свою очередь, был назван в честь подмосковного села Измайлово, любимой резиденции императрицы Анны Иоанновны.

## Границы округа
- от реки Фонтанки по оси Московского проспекта до Мало-Митрофаньевской улицы
- по оси Мало-Митрофаньевской улицы до железнодорожного полотна Балтийской железной дороги
- до Балтийского вокзала
- вдоль западной границы территории Балтийского вокзала до Лермонтовского проспекта
- по оси Лермонтовского проспекта до реки Фонтанки
- по оси реки Фонтанки до Московского проспекта

## Население
| 2002    | 2010    | 2012    | 2013    | 2014    | 2015    | 2016    | 2017    | 2018    |
| ------- | ------- | ------- | ------- | ------- | ------- | ------- | ------- | ------- |
| 30 415  | ↘26 355 | ↗26 826 | ↗26 862 | ↗28 773 | ↘28 358 | ↘27 167 | ↗27 280 | ↗27 287 |
| 2019    | 2020    | 2021    | 2023    | 2025    |         |         |         |         |
| ↘27 023 | ↘26 732 | ↗32 995 | ↘32 807 | ↘32 761 |         |         |         |         |